# 三木義雄
三木 義雄（みき よしお、1904年または1905年6月6日 - 没年不明）は、日本の陸上競技選手。1920年代にハードル競走で活躍して日本記録を更新、1928年アムステルダムオリンピックに出場した。

## 経歴
兵庫県揖保郡揖西村構（現在のたつの市揖西町構）に生まれる。旧制龍野中学校（現在の兵庫県立龍野高等学校）に入学し、1923年の日本陸上競技選手権大会では走高跳に1メートル (m)65の記録で優勝する。この年の第6回極東選手権競技大会予選では走高跳で4位となり、代表選手に選出された。しかし「大会参加選手」に名前が載っているものの、大会本番での記録は残っておらず、実際に出場したかどうかは不明である。
慶應義塾大学に進学し、1925年には明治神宮競技大会の200mハードル種目で24秒6の記録を出した（当時の日本記録・世界記録という）。1927年には第8回極東選手権競技大会（上海）に出場、110mハードルで2位、200mハードルで3位。1927年10月、関東学生陸上競技対校選手権大会の100mハードルで15秒3の日本記録を出す。
大学卒業後は大阪市北浜の大阪屋商店（岩井コスモ証券の前身の一つ）に勤務。
1928年、アムステルダムオリンピックに男子110mハードルで出場、準決勝で落選し決勝進出はならなかった（公式記録としては「記録なし」）。15秒0は当時の日本新記録相当であった。1928年には日本選手権でも優勝。1929年には明治神宮競技場で開催された日独対抗競技会の110mハードルで優勝（15秒1）。1930年の第9回極東選手権競技大会では110mハードルに15秒4の大会新記録で優勝した。
1931年には万一の負傷に備えて1年間の傷害保険をかけ、「陸上競技選手が足に保険をつけたものは日本では三木君が初」と新聞記事に取り上げられている（当時は様々なものに損害保険をかけることが「流行」であったという）。記事によれば三木は「北浜アスレチック・クラブ」の会員仲間とともに、勤務後に中之島公園のトラックで練習をし、翌年のオリンピックを目指していたと記されている。
しかし目標にしていた1932年ロサンゼルスオリンピックへの出場は叶わず、その翌年の1933年6月、婚約が破談になったと報じられた。報道によると東京に住む実業家の娘との間で婚約が決まっていたが、5月20日に大阪屋に辞表を提出して実家から出奔、友人宅に引きこもっていた。『読売新聞』はオリンピック代表落選の失意から色街での遊興に耽った上、株の取引で借金を作ったことが相手の家に伝わり、媒酌人など関係者が相談の結果破談となったとし、「私はこれから無にかえって新しく出発するつもりです。スポーツを今後続けてやるかどうかは考えていません」という三木のコメントを交えている。『朝日新聞』は、現役時代節制していた酒にも溺れた上、梅田のバーに勤める女性と親しくなり、彼女との交際を保ったまま結婚する許しを婚約者の両親に伝えたが母親が許さなかったと報じ（ただし記事の時点でバーの女性とは関係を断っていたという）、縁談に乗り気ではなかったいう三木のコメントも伝えている。